# Nestler

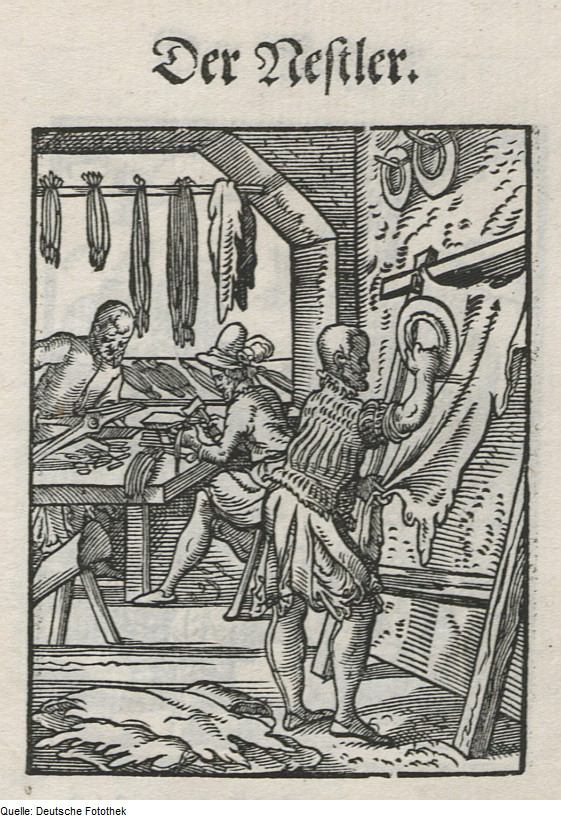
Der Nestler in „Das Ständebuch“ (1568)

Nestler war ein Handwerksberuf im Mittelalter und in der frühen Neuzeit.
Die Tätigkeit der Nestler (auch Senkler) bestand in der Herstellung von Lederschnüren und dünner Riemen, die „Nestel“ oder Senkel genannt wurden. Diese Riemen wurden zum Binden von Schuhen, Hemden, Hosen, Kitteln und Mänteln verwendet. Darüber hinaus fertigten Nestler auch Beutel. Diese durften jedoch nur aus Lederstreifen hergestellt sein. Andere Beutel durften nur von Beutlern angefertigt werden. Ferner waren Nestler auch als Lederfärber tätig.